# Copa da Escócia de 1878–79
A Copa da Escócia de 1878-79 foi a 6º edição do torneio mais antigo do futebol da Escócia. O campeão foi o Vale of Leven F.C., que conquistou seu 3º título na história da competição ao vencer por W.O. a final contra o Rangers F.C..

## Premiação
| Copa da Escócia de 1878-79             |
| Escócia                                |
| -------------------------------------- |
| Vale of Leven F.C. Campeão (3º título) |